# 電気事業法に基づく経済産業大臣の処分に係る審査基準等について
電気事業法に基づく経済産業大臣の処分に係る審査基準等（でんきじぎょうほうにもとづくけいざいさんぎょうだいじんのしょぶんにかかるしんさきじゅんとう、平成12･05･29資第16号）とは、電気事業法に基づく経済産業大臣の処分に係る行政手続法第5条第1項の規定による審査基準および第12条第1項の規定による処分の基準を規定した訓令。

## 申請に対する処分
電気事業法に規定される申請に対する処分のうち、以下の処分について審査基準が定められている。
- 第3条の規定による事業の許可
- 第7条第3項の規定による指定期間の延長
- 第8条第1項の規定による供給区域等の変更の許可
- 第8条第7項の規定による指定期間の延長
- 第10条第1項の規定による事業の譲渡し及び譲受けの認可
- 第10条第2項の規定による法人の合併の認可
- 第16条の3第6項（第16条の3第8項において準用する場合を含む。）の規定による期間の延長
- 第17条第1項の規定による特定供給の許可
- 第19条第1項の規定による供給約款の認可及び変更の認可
- 第21条第1項ただし書の規定による供給約款又は選択約款以外の供給条件の認可
- 第22条第1項第2号の規定による届け出た供給条件によらない卸供給の特例承認
- 第24条の2第1項の規定による補完供給に係る供給条件の認可及び変更の認可
- 第24条の3第2項ただし書の規定による託送供給約款によらない託送供給の特例承認
- 第25条第1項の規定による供給区域外の供給の許可
- 第36条第2項の規定による渇水準備引当金取崩しの特例許可
- 第43条第2項の規定による主任技術者免状の交付を受けていない者の主任技術者選任の許可
- 第47条第1項の規定による事業用電気工作物の工事計画の認可及び第47条第2項の規定による事業用電気工作物の工事計画の変更の認可
- 第49条第1項の規定による使用前検査
- 第51条第2項第1号の規定による燃料体設計の認可
- 第58条第2項の規定に基づく土地等の一時使用の許可
- 第59条第1項の規定に基づく土地の立入りの許可
- 第61条第1項の規定に基づく植物の伐採又は移植の許可
- 第54条第1項の規定による定期検査
- 第93条第1項の規定による送配電等業務支援機関の指定
- 第95条第1項の規定による送配電等業務支援機関の支援業務規程の認可及び変更の認可
- 第98条第1項の規定による送配電等業務支援機関の支援業務の休廃止の許可

## 不利益処分
電気事業法に規定される不利益処分のうち、以下の処分について処分の基準が定められている。
- 第16条の3第5項の規定による特定規模電気事業者の電線路の届出内容の変更命令
- 第16条の3第8項の規定による変更・中止命令
- 第19条第5項の規定による一般電気事業者の供給約款の変更命令
- 第19条第10項の規定による一般電気事業者の供給約款の変更命令
- 第19条第13項の規定による一般電気事業者の選択約款の変更命令
- 第19条の2第2項の規定による一般電気事業者の最終保障約款の変更命令
- 第22条第4項の規定による卸供給の供給条件の変更命令
- 第22条第12項の規定による卸供給の供給条件の変更命令
- 第23条第1項の規定による供給約款等の変更の認可の申請命令
- 第23条第2項の規定による卸供給の供給条件の変更命令
- 第24条の3第3項の規定による託送供給約款の変更命令
- 第24条の3第5項の規定による託送供給の命令
- 第24条の4第4項の規定による卸電気事業者の振替供給条件の変更命令
- 第24条の4第5項の規定による卸電気事業者の振替供給の命令
- 第24条の6第2項の規定による停止・変更命令
- 第24条の8の規定による停止・変更命令
- 第40条の規定による事業用電気工作物の修理命令、使用停止命令等

- 第48条第4項の規定による工事計画の変更命令及び廃止命令
- 第56条第1項の規定による一般用電気工作物の修理命令、使用停止命令等
- 第95条第3項の規定による送配電等業務支援機関に対する支援業務規程の変更命令
- 第99条の3の規定による送配電等業務支援機関に対する監督命令